# Vis (mesto)
Vis je ribiško mesto in pristanišče na severovzhodni obali istoimenskega otoka ter istoimenska občina s statusom mesta (hrv. Grad Vis), ki zavzena vzhodni del istoimenskega otoka in spada v Splitsko-dalmatinsko županijo.

## Geografija
Mesto leži na koncu Viškega zaliva. Ustanovili so ga Grki leta 397 pr. n. št. V antiki se je imenoval Issa.
Mestece, ki leži na koncu zaliva znanega po lepih plažah je v loku razpotegnjeno ob obali od starega dela Kut do novejšega Luka. Kraj je s trajektno linijo povezan s Splitom. S Komižo na nasprotni strani otoka ga povezujeta dve cesti.
Pristanišče leži v dnu širokega zaliva. V pristanišču sta dva pomola. Na krajšem pomolu so uradi carine. Na dlajšem, okoli 100 metrov dolgem pomolu, na koncu katerega stoji svetilnik pa pristaja trajekt. Iz pomorske karte je razvidno, da svetilnik oddaja svetlobni signal: B Bl 5s.
Pristanišče je odprto burji in jugu, ki tu piha z vzhoda.

## Gospodarstvo
Prebivalci se ukvarjajo z turizmom, poljedelstvom, ribolovm in vinogradništvom.

## Prebivalstvo
| Pregled števila prebivalcev po letih | Pregled števila prebivalcev po letih | Pregled števila prebivalcev po letih | Pregled števila prebivalcev po letih | Pregled števila prebivalcev po letih | Pregled števila prebivalcev po letih | Pregled števila prebivalcev po letih | Pregled števila prebivalcev po letih | Pregled števila prebivalcev po letih | Pregled števila prebivalcev po letih | Pregled števila prebivalcev po letih | Pregled števila prebivalcev po letih | Pregled števila prebivalcev po letih | Pregled števila prebivalcev po letih | Pregled števila prebivalcev po letih |
| ------------------------------------ | ------------------------------------ | ------------------------------------ | ------------------------------------ | ------------------------------------ | ------------------------------------ | ------------------------------------ | ------------------------------------ | ------------------------------------ | ------------------------------------ | ------------------------------------ | ------------------------------------ | ------------------------------------ | ------------------------------------ | ------------------------------------ |
| 1857                                 | 1869                                 | 1880                                 | 1890                                 | 1900                                 | 1910                                 | 1921                                 | 1931                                 | 1948                                 | 1953                                 | 1961                                 | 1971                                 | 1981                                 | 1991                                 | 2001                                 |
| 3601                                 | 3540                                 | 3812                                 | 4142                                 | 4417                                 | 4297                                 | 4240                                 | 3217                                 | 2832                                 | 3132                                 | 2847                                 | 2233                                 | 1971                                 | 1932                                 | 1776                                 |

## Zgodovina
Antična Issa je bila zgrajena terasasto na današnjem mestnem področju Gradin ob severozahodnem robu obale na koncu Viškega zaliva in je bila utrjena z obrambnim zidom, ki se je delno ohranil. V južnem delu antičnega naselja so bile v 1.stol. zgrajene terme, od katerih so danes vidni ostanki zidov in mozaiki. Na polotoku Prirovo je bilo rimsko gledališče, verjetno zgrajeno na ruševinah starejšega grškega gledališča. Danes na tem mestu stoji frančiškanski samostan s cerkvijo zgrajen v 16. stoletju. Iz časov antične Isse sta se ohranili dve nekropoli. Ena se nahaja na lokaciji Mrtvilo, jugozahodno od antičnega obrambnega zida, druga pa v tako imenovanem "Angleškem pristanišču", severovzhodno od mestnega obzidja.
Današnje naselje je nastalo s spojitvijo dveh manjših naselij Luke na zahodu in Kuta na vzhodu zaliva. Starejše ohranjene zgradbe v Visu so pretežno iz 16. in 17. stol., med njimi so najbolj opazne: renesančna palača Gariboldi (1552), hiša imenovana Jakša in hiša Dojmi - Delupis v kateri je zbirka antičnih arheoloških najdb. V 17. stol. je bil Vis utrjen s štirimi obrambnimi stolpi, ki jih je 1615 pričel graditi mojster Vinko Perasti. Cerkev Gospe od Spilica je bila postavljena okoli leta 1500. V Luki stoji cerkev  sv. Duha, zgrajena v začetku 17. stol., v Kotu, pa cerkev sv. Ciprijana iz 16. stol. in 1742 preurejena v baročnem slogu.